# Julius Yakubu Kundi
Julius Yakubu Kundi (ur. 15 lutego 1968 w Danladi) – nigeryjski duchowny katolicki, biskup Kafanchan od 2020.

## Życiorys

### Prezbiterat
Święcenia kapłańskie przyjął 14 czerwca 1997 i został inkardynowany do archidiecezji Kaduna. Po rocznym stażu wikariuszowskim przez kilka lat pracował jako misjonarz w diecezji Jalingo. W 2000 został włączony do duchowieństwa nowo powstałej diecezji Zaria. Był m.in. wicerektorem niższego seminarium w Zarii i wyższego seminarium w Kadunie, ekonomem diecezjalnym, wikariuszem generalnym oraz kapelanem policjantów. 

### Episkopat
12 grudnia 2019 papież Franciszek prekonizował go biskupem diecezji Kafanchan. Sakry udzielił mu 20 lutego 2020 nuncjusz apostolski w Nigerii – arcybiskup Antonio Filipazzi.